# Conrad & Bernhard
Conrad & Bernhard, eng. Watch My Chops i Storbritannien og Corneil & Bernie i USA og Australien og Corneil et Bernie i fransktalende lande, er en fransk/britisk/amerikansk animeret serie, som handler om en intelligent, talende hund ved navn Conrad (Corneil på engelsk), og hans "hundepasser", Bernhard B. (Bernie Barges på engelsk). I den originale engelske udgave var medvirkende i bærende roller Keitch Wickham som Cornad, Ben Small som Bernhard, og Dian Perry, Dan Russell, Becca Stewart, Laurence Bouvard og senest Mark Laidman i diverse andre tilbagevendende roller såsom Conrads ejere og Bernhards skolekameraet på gymnasiet. På dansk spilles Conrad af Donald Andersen og Bernhard af Tom Jensen. Serien blev første gang sendt på britisk fjernsyn, fra 2003 til 2004 med 52 afsnit, men blev senere samlet op igen med 52 nyproducerede afsnit fra 2014 til 2016, hvormed serien har haft i alt 104 afsnit.
Seriens engelske titel, "Watch My Chops", kommer af Conrads "catchphrase" på engelsk, hvilket ofte i serien på dansk var oversat med "Lyt og lær!"
Serien blev vist i Danmark på DR1 første gang på Barracuda, senere på DR Ramasjang og DR Ultra. Serien udkom også på DVD i Danmark.

## Handling
Conrad er en intelligent hund: ikke alene kan han læse og skrive perfekt engelsk, men han er meget klogere end de fleste mennesker. Eftersom han er så smart, ved han, at livet ikke bliver bedre end at være et forkælet kæledyr, og derfor gør han alt, hvad han kan, for at forhindre sine ejere, John og Elizabeth, i at opdage hans fænomenale evner. Denne plan begynder at gå galt, da de ansætter den tåbelige Bernhard Barges til at "hundepasse", og Bernhard opdager Conrads hemmelighed. Selvom de to ofte skændes, danner de et ubehageligt venskab, og Conrad finder sig selv bruge sine kloge kræfter til at redde Bernhard ud af forskellige kniber.
De fleste episoder drives af Conrads uvillighed til at lade nogen vide, at han er intelligent og i stand til menneskelig tale. Den eneste, der ved det, er hundepasseren Bernhard, hvis onkel Rico passer John og Elizabeths lejlighed. Bernhard opdagede ved et uheld Conrads evne til at tale, og desværre er han noget mangelfuld i intelligens og stort set blottet for moral. Alt dette sætter Conrad i en ubehagelig position, da Bernhard ofte tager det på sig at være 'stemmen' for Conrad, udnytter Conrads uvillighed til at kommunikere og ignorerer Conrads anmodninger.
I genoplivningen af serien fra 2014 begynder Conrad og Bernhard at komme ud for mere bizarre eventyr som at jage et legendarisk monster, kæmpe mod en computer virus eller forsøge at stå ansigt til ansigt med apokalypsen. De fleste af de støttende karakterer er reduceret til baggrundsroller, og et par mindre får mere fokus. Denne tilpasning har også flere mennesker, der finder ud af Conrads hemmelighed, og han begynder at bekymre sig mindre om at blive afsløret.

## Personer

### Hovedpersoner
- Conrad (indtalt på engelsk af Keith Wickham, på dansk af Donald Andersen) – En højt intelligent, elitær hund, der taler med en nordengelsk accent. Han elsker komforten i sin lejlighed og er i stand til at tale, læse og skrive, hvilket han forsøger at holde hemmeligt, da han ikke ønsker at blive behandlet anderledes af mennesker. I sine ejeres nærvær opfører han sig som en almindelig hund. Det er kun, når han er alene eller i selskab med Bernhard, at han opfører sig som et menneske, besvarer telefonen, laver mad, løser matematikproblemer eller forsker i filosofiske spørgsmål. Han hjælper ofte Bernhard med hans problemer eller redder ham, mens han andre gange forfølger sit eget mål med Bernhards støtte. Hans manerer minder om Mister Peabody fra The Adventures of Rocky and Bullwinkle and Friends segmentet "Peabody's Improbable History".
- Bernhard Barges (indtalt på engelsk af stemme af Ben Small på dansk af Tom Jensen – Conrads bedste ven og hundepasser. Bernhard er innovativ og meningsfuld, men temmelig uintelligent. Selvom han til tider er arrogant og skødesløs, er han godhjertet og respekterer Conrad. Han var oprindeligt begrænset til den kedelige rolle som hundepasser, men han fandt snart en sand ven at navigere livet med. Når Conrad er tilbageholdende, kan han altid true med at afsløre Conrads hemmelighed. Han forsøger som regel at forfølge sine mål, med Conrad enten redder ham ud eller hjælper ham. Bernhard fungerer sommetider som "frontmanden" for Conrads mål.
- John og Elizabeth (indtalt på engelsk af Dan Russell og Laurence Bouvard) – Conrads snobbede, rige ejere. John er auktionarius, og Elizabeth er chefredaktør for en avis. De er et par; moderne, dynamiske og lidt excentriske. De elsker Conrad, som var han deres egen søn, og holder meget af ham. De stoler også en god del på Bernhard som deres foretrukne hundepasser for Conrad.
- Onkel Rico (indtalt på engelsk af Dan Russell) – En gymnasiedropout og tidligere bokser. Han blev tvunget til at trække sig tilbage efter en knockout, der kostede ham otte af hans tænder. I dag er han en vicevært og har regelmæssigt at gøre med sin nevø Bernhard.

## Biroller
- Romeo (stemme af Dan Russell) – Anføreren for skolens fodboldhold. Som hans navn antyder, er Romeo en stor forfører, der har stor succes med pigerne. Bernhard beundrer Romeo og drømmer om at være som ham. Det gensidige er selvfølgelig ikke sandt, og Romeo tager ikke Bernhard seriøst, selvom han kan være venlig til tider. Romeo hader Conrad, som han betragter som en nar.

Martha (stemme af Laurence Bouvard) – Endnu en af Bernhards klassekammerater. Hun er intellektuel og ofte skeptisk over for Bernhards påstande. Martha passer skolens avis, som har mange sager at forsvare, og hendes netværk af informanter gør det muligt for hende at være effektiv.
- Fru Martin (indtalt på engelsk af Dian Perry (sæson 1), Laurence Bouvard (sæson 2)) – Bernhards strenge skoleinspektør. Hun ønsker, at hendes skole skal være fremragende og have en strålende fremtid, men disse håb ødelægges ofte på grund af Bernhard. Som et resultat mener hun, at han er ret meget en ballademager og giver ham ofte eftersidning. Hun er også kendt for at straffe elever for ting, de ikke har gjort. Inspektør Martin underviste onkel Rico, så han endelig kunne få sin studentereksamen.
- Fru Solo (indtalt på engelsk af Dian Perry) – En af Bernhard og Conrads onde naboer i lejlighedskomplekset. Hun kan ikke lide dem, fordi de "altid er i vejen for hende", og hun slog engang Conrad med sin paraply, hvorefter Conrad fik Bernhard til at tage hende i retten.
- Karen (indtalt på engelsk af Laurence Bouvard) – En af Bernhards klassekammerater. Hun er smuk og klog og ses ofte med en bog. På trods af Karens had til Bernhard i "Unlucky Break" og "Corneil in Love", angiver et tapet fra Millimages, at hun en dag vil gifte sig med Bernhard.
- Laura Ryan – Endnu en af Bernhards klassekammerater.
- Julie (indtalt på engelsk af Laurence Bouvard) – En af Bernhards klassekammerater.
- Frank – Romeos ven og en af Bernhards klassekammerater.
- Joseph Scally

## Udsendelse & hjemmemedier
Conrad & Bernhard havde premiere i Frankrig i december 2003, hvor den blev vist på France 3 i sin første sæson og på Gulli i sin anden. Serien er siden blevet sendt i USA på Nicktoons fra 2004 til 2008, i Storbritannien på CBBC fra 2003 til 2011 , og i Australien på ABC Me fra 2016.
Mill Creek Entertainment udgav den komplette første sæson på DVD i Region 1 den 18. marts 2008. Denne udgivelse er siden blevet indstillet og er nu ude af tryk.
På det danske marked blev der udgivet nogle DVD'er af serien med dansk tale, hvor der på coveret stod skrevet "kendt fra DR TV".

## Produktion
Dette show er animeret, produceret, skrevet og instrueret i Paris af Millimages, og den engelske dialog er optaget i London hos The Sound Company studios. Den første sæson blev animeret med digital blæk og malingsteknik, mens genoplivningen i 2014 blev animeret i flash.

## Eksterne links
- Conrad & Bernhard på Internet Movie Database (engelsk)